# Estádio Rosas Pampa
Estádio Rosas Pampa é um estádio de futebol situado na cidade de Huaraz, no Peru.
Tem capacidade para 20.000 torcedores e pertence ao IPD para eventos esportivos do Club Sport Áncash, Sport Rosario e Deportivo Belén. Desde maio 2015 receberão as partidas na segunda divisão do Sport Rosario.